# San Andrés, Quintana Roo
San Andrés är en ort i Mexiko.   Den ligger i kommunen Felipe Carrillo Puerto och delstaten Quintana Roo, i den östra delen av landet, 1 200 km öster om huvudstaden Mexico City. San Andrés ligger 14 meter över havet och antalet invånare är 347.
Terrängen runt San Andrés är mycket platt. Runt San Andrés är det mycket glesbefolkat, med 4 invånare per kvadratkilometer. Närmaste större samhälle är X-Hazil Sur, 6,2 km öster om San Andrés. I omgivningarna runt San Andrés växer i huvudsak städsegrön lövskog.